# Werner Heynen
Werner Heynen (* 3. April 1895 in Moers; † 2. Juni 1969 in Heidenheim an der Brenz) war ein nationalsozialistischer deutscher Waffenentwickler und Rüstungsmanager.

## Leben und Wirken
Werner Heynen absolvierte seine Reifeprüfung 1913 am Steinbart-Gymnasium in Duisburg. Als Diplom-Ingenieur wurde Heynen im Juli 1935 als technischer Leiter bei den Berlin-Suhler-Waffen- und Fahrzeugwerken eingestellt, die die Waffenproduktion von Simson & Co. KG übernommen hatte. Als Betriebsführer engagierte er sich besonders bei der Enteignung der Familie Simson. In der Folge war er von 1936 bis 1945 Direktor des Waffenwerks Suhl und Mitglied des Vorstands der nationalsozialistischen  Wilhelm-Gustloff-Industriestiftung in Weimar. Er war auch Mitglied des Aufsichtsrates der Altersversorgungskasse der Gustloffwerke. Ab 1937 war er formelles Mitglied der NSDAP und ab 1938 Wehrwirtschaftsführer. Er wurde Vorsitzender des Hauptausschusses Automatische Waffen im Ministerium Speer.
Der spanische Oberstleutnant Ignacio Moyano Araiztegui, vormaliger Militärattaché in Berlin, und José Hegea Gonzales, spanischer Generalkonsul in Hamburg, boten ihm 1949 an, im franquistischen Spanien eine Entwicklungsgruppe mit deutschen Konstrukteuren zu leiten. Unter Heynens Leitung sollte das in Deutschland ab 1944 bis Kriegsende entwickelte Gewehr Mauser Gerät 06H weiterentwickelt werden. Heynen rekrutierte Ludwig Vorgrimler, der seinerzeit für die Franzosen arbeitete. Ab Januar 1950 waren die ersten Mitarbeiter aus der britischen und amerikanischen Besatzungszone in Spanien an der Entwicklungsarbeit. In den 1950er Jahren war er Leiter der deutschen Konstrukteursgruppe beim Centro de Estudios Técnicos de Materiales Especiales zur Entwicklung des CETME-Sturmgewehrs, eines Vorgängers des G3 der Bundeswehr.